# Vladímir Démijov

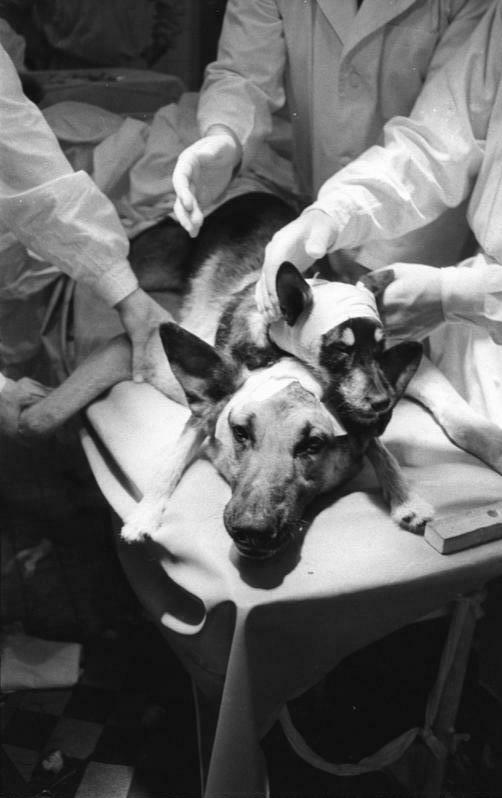
El último trasplante de cabeza llevado a cabo por Vladimir Demiknov, el 13 de enero de 1959, en Alemania Oriental.

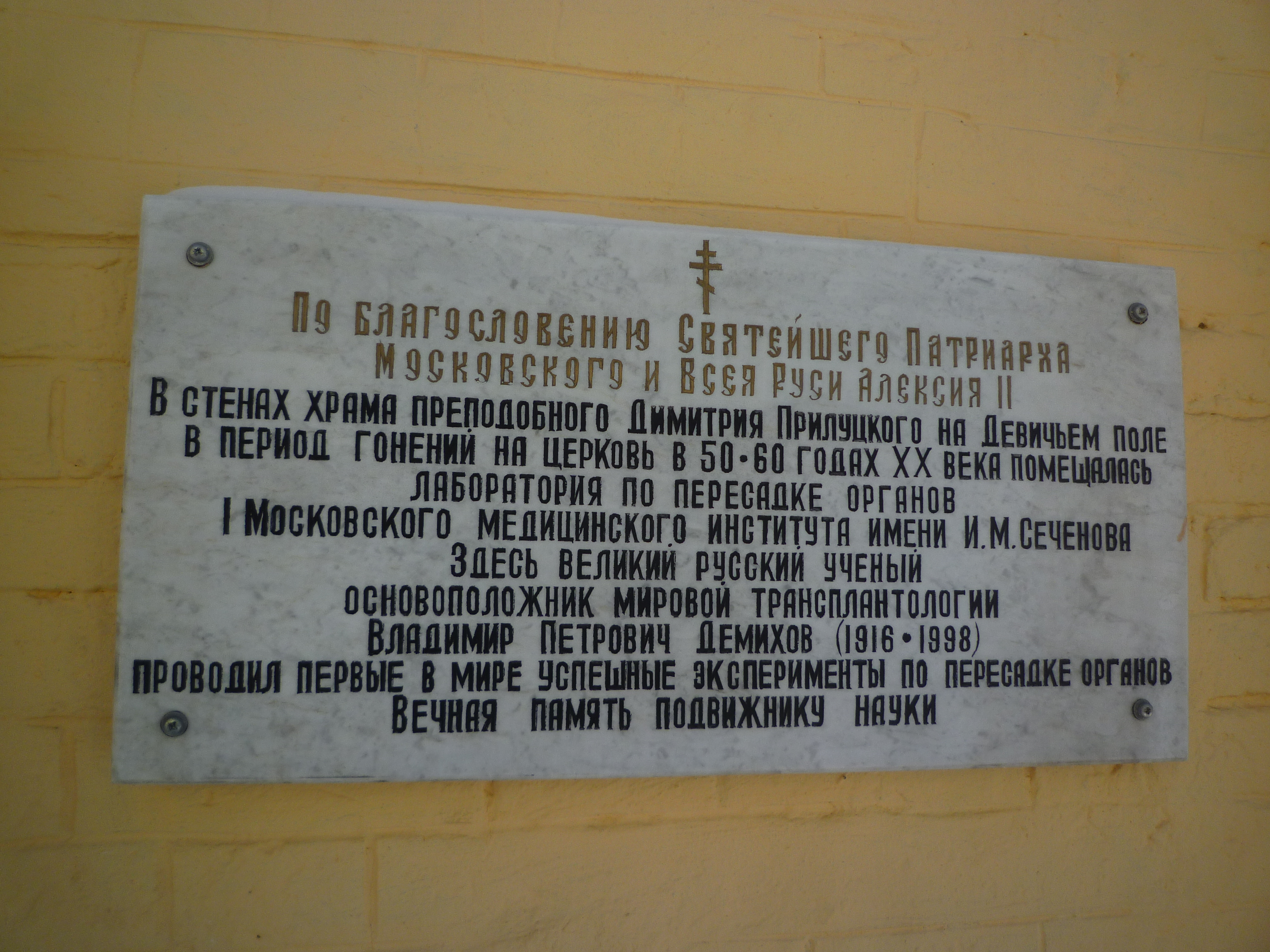
Vladímir Démijov

Vladímir Petróvich Démijov (en ruso: Влади́мир Петро́вич Де́михов; Kulikovsky, 18 de julio de 1916 - Moscú, 22 de noviembre de 1998) fue un científico soviético. Fue pionero en los trasplantes de órganos, que realizó entre los años 1930 y 1950, como el trasplante de un corazón dentro de un animal y una sustitución de pulmón y corazón en un animal, y también es bien conocido por sus polémicos trasplantes de cabeza de cachorros en cuerpos de perros adultos, los cuales consistieron en trasplantar la cabeza, hombros y patas delanteras de un pequeño perro en el cuerpo adulto de un pastor alemán. Los perros trasplantados por este procedimiento sobrevivieron entre unos días y unas semanas, antes de sufrir un rechazo de tejidos.
Sus experimentos se adelantaron en varios años a los trasplantes de corazón del cirujano sudafricano Christiaan Barnard.
Démijov acuñó el término «trasplantología» en su monografía, titulada en ruso: Peresadka zhiznenno vazhnykh organov v eksperiment (‘trasplantes experimentales de órganos vitales’), por la cual le fue otorgado un doctorado. Publicada en 1962 en Nueva York, Berlín y Madrid, se convirtió en la primera monografía sobre trasplantología y por mucho tiempo fue la única en el área del trasplante de tejidos y órganos.
Por su trabajo, en 1988 recibió el Premio Stalin. Poco antes de su fallecimiento recibió la Orden del Mérito a la Madre Patria.
Falleció en Moscú el 22 de noviembre de 1998, a los 82 años.

## Obra

### Algunas publicaciones
- Demikhov, V. P. Experimental transplantation of vital organs. Authorized translation from the Russian × Basil Haigh / New York: Consultant’s Bureau, 1962